# Salvo Randone
Pour les articles homonymes, voir Randone.
Salvo Randone, né le 25 septembre 1906 à Syracuse (Italie) et mort à Rome le 6 mars 1991, est un acteur italien. En 1970, il avait épousé l'actrice Neda Naldi (it) (1913-1993).

## Filmographie partielle
- 1943 : Sant'Elena, piccola isola d’Umberto Scarpelli et Renato Simoni : Gaspard Gourgaud
- 1956 : Le Bigame (Il bigamo) de Luciano Emmer
- 1961 : Salvatore Giuliano de Francesco Rosi : Le président de la cour d'assises
- 1961 : L'Assassin (L'Assassino) d'Elio Petri : Commissaire Palumbo
- 1961 : Le Roi des truands (Black City / Il Re di Poggioreale) de Duilio Coletti
- 1962 : Les Jours comptés (I Giorni contati) d'Elio Petri : Cesare Conversi, l'ouvrier plombier
- 1962 : Journal intime (Cronaca familiare) de Valerio Zurlini : Salocchi
- 1962 : Les Années rugissantes (Gli anni ruggenti) de Luigi Zampa
- 1963 : Le Procès de Vérone (Il Processo di Verona) de Carlo Lizzani : Fortunato
- 1963 : Main basse sur la ville (Le Mani sulla città) de Francesco Rosi : Le professeur De Angeli
- 1963 : La Fille de Parme (La parmigiana) d'Antonio Pietrangeli
- 1963 : Un marito in condominio d'Angelo Dorigo
- 1964 : Danse macabre (Danza macabra) de Antonio Margheriti : Lester, le cocher
- 1965 : La Dixième Victime (La decima vittima) d’Elio Petri : Le professeur
- 1965 : La donna del lago de Luigi Bazzoni et Franco Rossellini
- 1966 : Moi, moi, moi et les autres (Io, io, io... e gli altri) d'Alessandro Blasetti
- 1967 : À chacun son dû (A ciascuno il suo) d'Elio Petri : le professeur Roscio
- 1968 : Pas de diamants pour Ursula (I diamanti che nessuno voleva rubare) de Gino Mangini : Spiros
- 1968 : Histoires extraordinaires (Tre Passi nel delirio), sketch Il ne faut jamais parier sa tête avec le diable (Toby Dammit) de Federico Fellini : Le prêtre
- 1968 : Les Intouchables (Gli Intoccabili) de Giuliano Montaldo : Don Salvatore
- 1969 : Satyricon de Federico Fellini : Eumolpe
- 1970 : Nini Tirebouchon (Ninì Tirabusciò, la donna che inventò la mossa) de Marcello Fondato
- 1970 : Enquête sur un citoyen au-dessus de tout soupçon (Indagine su un cittadino al di sopra di ogni sospetto) d’Elio Petri : Le plombier
- 1971 : La classe ouvrière va au paradis (La classe operaia va in paradiso) d’Elio Petri : Militina
- 1971 : Comment entrer dans la mafia (Cose di Cosa Nostra) de Steno
- 1972 : Folie meurtrière (Mio caro assassino) de Tonino Valerii : le chef Maro
- 1972 : La calandria de Pasquale Festa Campanile : Calandro
- 1972 : Le Professeur (La Prima notte di quiete) de Valerio Zurlini : professeur Porra
- 1972 : Chronique d'un homicide (Imputazione di omicidio per uno studente) de Mauro Bolognini : le procureur général
- 1973 : La colonna infame de Nelo Risi
- 1973 : La propriété, c'est plus le vol (La proprietà non è più un furto) d'Elio Petri : le père de Total
- 1974 : Salut les pourris (Il Poliziotto è marcio) de Fernando Di Leo
- 1977 : Au nom du pape roi (In nome del papa re) de Luigi Magni : Black Pope

## Prix et récompenses
- Ruban d'argent du meilleur acteur dans un second rôle en 1962 pour L'Assassin (L'Assassino)
- Ruban d'argent du meilleur acteur dans un second rôle en 1972 pour La classe ouvrière va au paradis (La Classe operaia va in paradiso)